# Słowacka Koalicja Demokratyczna
Słowacka Koalicja Demokratyczna (słow. Slovenská demokratická koalícia, SDK) – słowacka federacja partii politycznych, funkcjonująca w latach 1998–2002.

## Historia
SDK powstała 4 lipca 1998 jako federacja pięciu partii. W jej skład weszły Unia Demokratyczna (DÚ), Ruch Chrześcijańsko-Demokratyczny (KDH), Partia Demokratyczna (DS), Socjaldemokratyczna Partia Słowacji (SDSS) i Partia Zielonych (SZS). Liderem sojuszu został Mikuláš Dzurinda. Koalicja wkrótce stała się główną siłą opozycyjną wobec rządzącego Ruchu na rzecz Demokratycznej Słowacji Vladimíra Mečiara. W wyborach w 1998 uzyskała 26,3% głosów, wprowadzając 42 posłów do Rady Narodowej (o 1 mniej niż HZDS). SDK współtworzyła nowy rząd, podpisując porozumienie z Partią Węgierskiej Koalicji, Partią Demokratycznej Lewicy i Partią Porozumienia Obywatelskiego. Na czele wielopartyjnego gabinetu stanął Mikuláš Dzurinda.
14 lutego 2000 premier powołał własne ugrupowanie pod nazwą Słowacka Unia Chrześcijańska i Demokratyczna (SDKÚ), która została czasowym członkiem SDK. Do nowej formacji przyłączyła się jedynie Unia Demokratyczna, pozostałe ugrupowania (DS, KDH, SDSS, SZS) zachowały niezależność, a sama federacja zanikła przed kolejnymi wyborami w 2002.